# Feryal Abdelaziz
Feryal Ashraf Abdelaziz, född 16 februari 1999, är en egyptisk karateutövare.
Vid olympiska sommarspelen 2020 i Tokyo tog Abdelaziz tog guld i damernas +61-kilosklass. Hon blev även den första kvinnan från Egypten att vinna ett guld vid OS.